# Xinhua, Loudi
Xinhua, tidigare romaniserat Sinhwa, är ett härad som lyder under Loudis stad på prefekturnivå i Hunan-provinsen i södra Kina.